# José Álvarez Cubero
José Álvarez Cubero (Priego de Córdoba, 23 de abril de 1768-Madrid, 26 de noviembre de 1827) fue un escultor español de estilo neoclásico, que realizó una gran parte de su carrera en París y Roma.

## Biografía

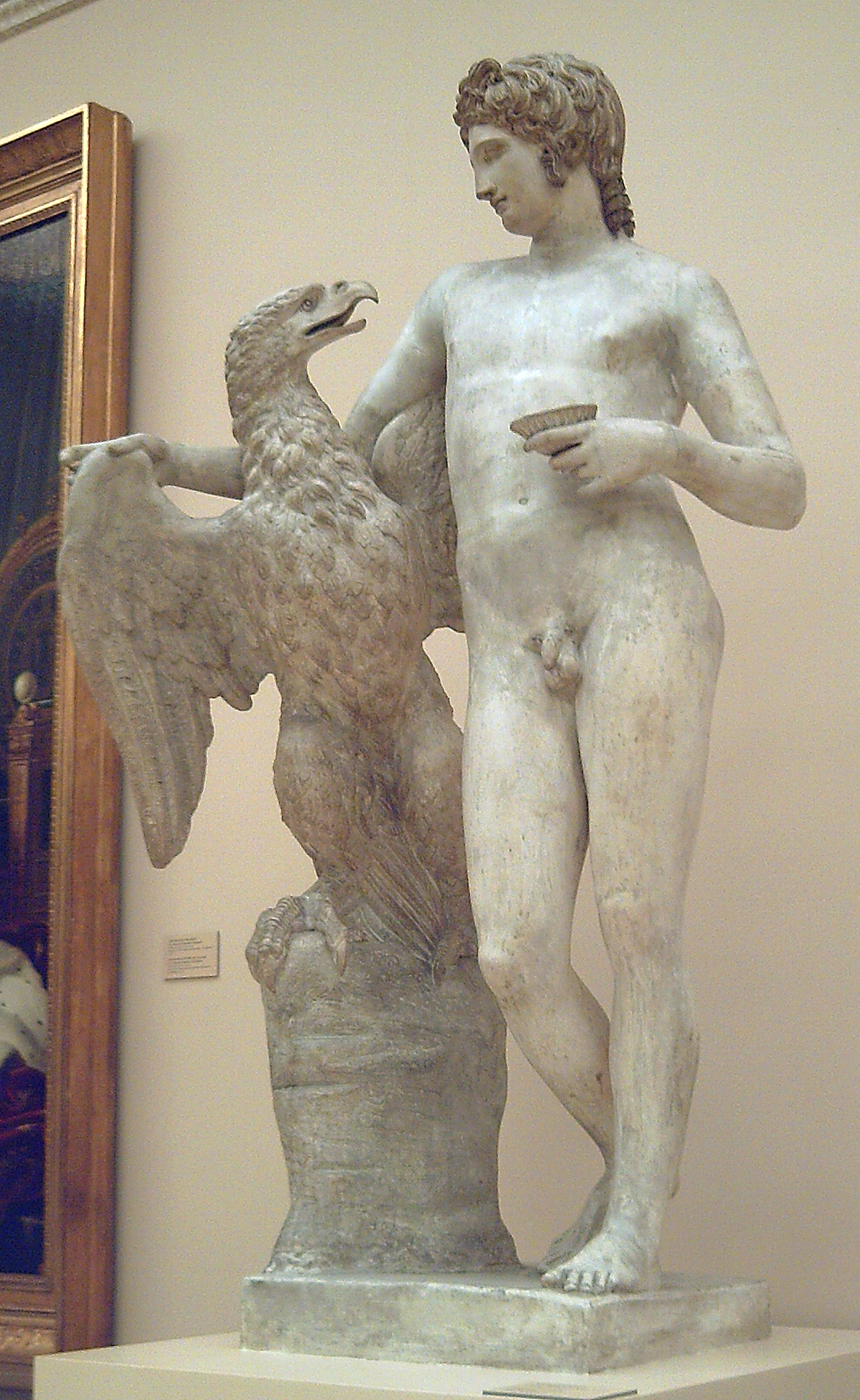
Ganímedes (1804, Real Academia de Bellas Artes de San Fernando, Madrid).

José Álvarez Cubero nació en Priego de Córdoba, donde su padre, Domingo Álvarez, era un tallador de piedra. Realizó sus primeros estudios en Priego, asistiendo entre 1791 y 1794 a las academias de Córdoba, Granada y Madrid, donde fue admitido en la Real Academia de Bellas Artes de San Fernando. 
El 21 de julio de 1799 recibió una beca de 12 000 reales de la Casa real para proseguir su formación en París, donde el 28 de septiembre fue registrado como alumno en la École des Beaux-Arts y más tarde, aunque se desconoce la fecha precisa, integrado en el equipo del taller del artista Jacques-Louis David. Gracias a su relación con el embajador de España en la capital gala, quien era un gran admirador de José Nicolás de Azara, Álvarez Cubero estableció relaciones con el escultor neoclásico francés Augustin Pajou, en cuya mansión de la calle Fromenteau, cerca del Museo del Louvre, estableció su residencia. 
Álvarez Cubero se integró en la vida parisina y participó en diferentes concursos; así, en 1804 ganó una medalla de oro en el certamen de la Academia parisina, siendo coronado por Napoleón en persona. Ese mismo año esculpió una de sus obras maestras, Ganímedes (Academia de San Fernando de Madrid) y contrajo matrimonio con Isabel Bouquel y Wanreggem, con quien tuvo tres hijos: José Álvarez Bouquel (París, 1805-Burgos, 1830, escultor), Aníbal (Roma, 1806-Madrid, 1870, arquitecto) y Carlota (Roma, 1824-Madrid, 1843). 
A partir de 1805, José Álvarez Cubero se instaló en Roma, donde entabló amistad con el escultor Antonio Canova. Durante los veinte años siguientes en los que permaneció en la Ciudad eterna, Álvarez Cubero fue asistente de Canova y también escultor de la corte en el exilio del rey Carlos IV. Realizó dos retratos de cuerpo entero al modo de la Madame Récamier de David: uno de Isabel de Braganza (Museo del Prado) y otro de La duquesa de Ariza (Palacio de Liria de Madrid), este último encargado por Carlos Miguel Fitz-James, duque de Alba.
En 1825, emprendió su viaje de regreso a España por barco, trayecto que resultó accidentado tras el naufragio del buque cerca de Perpiñán. 
En sus últimos dos años en España, José Álvarez Cubero prosiguió con su arte, realizando diversas esculturas. Una de sus obras más conocidas es el monumental grupo marmóreo La defensa de Zaragoza, que se exhibe en el vestíbulo del Museo del Prado.